# 由比忠之進
由比 忠之進（ゆい(正しくは、ゆび) ちゅうのしん、1894年（明治27年）10月11日 - 1967年（昭和42年）11月12日）は、日本の弁理士、日本エスペラント学会会員のエスペランティスト、反戦運動家。福岡県志摩郡前原村（現在の糸島市）生まれ。

## 人物
1919年（大正8年）、当時蔵前にあった東京高等工業学校（現在の東京工業大学）を卒業。
労働運動に共感し学歴を隠して沖電気の職工として就職するが、入営に前後して学歴が判明したため失業、1920年（大正9年）小学校教諭と結婚し、特許事務所で外国の特許の翻訳に従事した。1921年（大正10年）頃からエスペラント語を学び始める。
1924年（大正13年）に東京職業補導所に入り木工技術を習得し、同級生の資金援助で家具屋を開業したが、身体の不調から家具屋をやめ、その後名古屋放送局に勤務した。1930年（昭和5年）に名古屋エスペラント会の創立に参加。
1938年（昭和13年）に満州国へ渡り満州製糸に勤務、1944年（昭和19年）には軍の依頼で木材の飛行機をつくる会社を設立した。1945年（昭和20年）の終戦後も中国に徴用され、1949年（昭和24年）に帰国。
1951年（昭和26年）に八千代電設に入社して名古屋駐在員となり、愛知平和委員会と接触、平和運動に参加した。
戦後は原水爆禁止運動にかかわり、被爆者の体験記をエスペラント語に翻訳、海外に紹介した。1956年（昭和31年）には世界エスペラント運動日本代表として中国を訪問し、1959年（昭和34年）原水爆禁止の平和行進に参加している。
1966年（昭和41年）に横浜に移って健康を害し、ベトナム戦争の激化を受けてベトナムのエスペランティストと文通で交流、本多勝一の「戦場の村」のエスペラント語訳などに取り組んだ（自殺のため未完）。しかし、政治党派に所属したことはなく、エスペラントの仲間や子どもからは政治的な人物とは見なされていなかったという。
1967年（昭和42年）11月11日、世界に先駆けてアメリカの北爆支持を表明した佐藤栄作首相の訪米と沖縄返還、小笠原諸島返還問題に対する弱腰な態度への抗議行動として、首相官邸前でガソリンをかぶって焼身自殺を図る。その際に携えていた佐藤栄作宛の抗議書には、「ベトナム民衆の困窮を救う道は、北爆を米国がまず無条件に停止するほかはない。ジョンソン大統領と米国に圧力をかける力を持っているのはアジアでは日本だけなのに、圧力をかけるどころか北爆を支持する首相に深い憤りを覚える。私は本日、公邸前で焼身、死をもって抗議する。戦争当事者、すなわちベトナム、米国人でもない私が焼身することは物笑いの種かもしれないが、真の世界平和とベトナム問題の早期解決を念願する人々が私の死を無駄にしないことを確信する」と結ばれていた。
救急搬送されたが翌12日に気道熱傷のため死亡した。佐藤首相訪米阻止闘争のデモが激しく行われた当日、デモの解散後に単独で決行された抗議行動であった。北爆を支持する日本政府に一般市民が自らの死をもって抗議した行為は、当時の日本社会に大きな衝撃を与えた。